# Екип Лижие
Екип Лижие (на френски: Équipe Ligier) е бивш френски отбор от Формула 1.

## История
Създаден е през 1970 година от бившия ръгби играч и пилот Ги Лижие. След смъртта на своя бизнес партньор Жо Шлесер първоначално Лижие се оттегля от Формула 1 преди да се завърне като конструктор през 1974 г. Той изкупува останалото от успешния някога отбор на Матра и между 1972 и 1974 г. печели три пъти поред 24-те часа на Льо Ман. На базата на този отбор Лижие създава и едноименния тим от Формула 1. Болиди с марката Лижие имат 326 старта във Формула 1 в периода 1976 – 1996 г.
Дебютът на Лижие е през 1976 за Голямата награда на Бразилия с пилота Жак-Анри Лафит, който печели и първата победа за отбора още през 1977. В началото на 1980-те години Лижие е един от най-силните отбори, но след това постепенно запада. През 1996 Оливие Пани печели неочаквана макар и напълно заслужена победа в хаотичното състезание за Голямата награда на Монако, което е последната победа на Лижие, както и единствената в кариерата на Пани.
Ги Лижие поддържа тесни връзки с тогавашния президент на Франция Франсоа Митеран и премиера Пиер Береговоа. Екипът на Лижие многократно е пред фалит, но близките връзки с Митеран му помагат особено много. Бившият президент на Франция смята, че стартовете във Формула 1 са повод за гордост за сънародниците му и помага винаги, когато е необходимо. Той подсигурява финансовата подкрепа на френските фирми „Елф“, „Житан“ и Рено, като „Екип Лижие“ ползва турбодвигателите на „Рено“ безплатно, както и горивата „Елф Акитен“. Спонсор на отбора е и Френската национална лотария.
Към 90-те финансовото състояние на екипа се влошава и е продаден на Сирил де Рувър, който после го продава на Том Уокиншоу и Флавио Бриаторе.
През 1996 година тимът е закупен от бившия пилот от Формула 1 – Ален Прост и преименуван на Прост Гран При. През 2002 отборът банкрутира окончателно.

## Победи във Формула 1
| N | Година | Пилот          | Двигател          | Гуми | Голяма награда | Писта           | Статистика |
| - | ------ | -------------- | ----------------- | ---- | -------------- | --------------- | ---------- |
| 1 | 1977   | Жак-Анри Лафит | Лижие-Матра       | Г    | Швеция         | Андерсторп      | Статистика |
| 2 | 1979   | Жак-Анри Лафит | Лижие-Форд        | Г    | Аржентина      | Оскар Галвес    | Статистика |
| 3 | 1979   | Жак-Анри Лафит | Лижие-Форд        | Г    | Бразилия       | Интерлагос      | Статистика |
| 4 | 1979   | Патрик Депайе  | Лижие-Форд        | Г    | Испания        | Харама          | Статистика |
| 5 | 1980   | Дидие Пирони   | Лижие-Форд        | Г    | Белгия         | Спа-Франкоршамп | Статистика |
| 6 | 1980   | Жак-Анри Лафит | Лижие-Форд        | Г    | Германия       | Хокенхаймринг   | Статистика |
| 7 | 1981   | Жак-Анри Лафит | Лижие-Матра       | М    | Австрия        | Йостерайхринг   | Статистика |
| 8 | 1981   | Жак-Анри Лафит | Лижие-Матра       | М    | Канада         | Монреал         | Статистика |
| 9 | 1996   | Оливие Панис   | Лижие-Муген-Хонда | Г    | Монако         | Монте Карло     | Статистика |